# Tectaria transiens
Tectaria transiens är en ormbunkeart som först beskrevs av Conrad Vernon Morton, och fick sitt nu gällande namn av Alan Reid Smith. Tectaria transiens ingår i släktet Tectaria och familjen Tectariaceae. Inga underarter finns listade.